# Palpita annulata
Palpita annulata es una especie de polillas perteneciente a la familia Crambidae descrita por Johan Christian Fabricius en 1794.
Se encuentra en la India (incluidas las islas Andaman y Nicobar), Sri Lanka, Myanmar, China, Taiwán y Queensland en Australia.
La envergadura es de unos 20 mm. Las alas anteriores son blancas con un borde amarillo y manchas de color amarillo pálido delineadas en negro.
Las larvas se alimentan del follaje de varias plantas, incluidas Ligustrum quihoui y Ligustrum vicaryi.